# Appointment with Death
Appointment with Death (Encontro com a Morte, no Brasil / Morte Entre as Ruínas ou Encontro com a Morte, em Portugal) é um romance policial de Agatha Christie, publicado em 1938. É um caso do detetive belga Hercule Poirot.

## Enredo
A jovem médica Sarah King está passando suas férias em Jerusalém com um colega de profissão, o Doutor Gerard. Recentemente, conheceu um jovem chamado Raymond Boynton, durante uma viagem de metrô. Mas ele pareceu ter medo de continuar conversando com ela.
Isso aconteceu porque Raymond, assim como os seus irmãos Lennox, o mais velho, casado com Nadine; Carol, sua irmã mais próxima; e Jinny, a caçula; vivem em uma prisão mental graças ao controle de sua madrasta, a sádica viúva Mrs. Boynton, que impõe a sua vontade em absolutamente todos os momentos, negando aos enteados e à filha (Jinny, a mais nova) qualquer oportunidade de agir livremente, desde que eles eram crianças.
Incomodada, Sarah decide interferir, libertando Raymond e Carol, com os quais passou a ter um relacionamento amistoso, da tirania de sua madrasta. Mas não será tão fácil.
Enquanto isso, Raymond decide que precisa fazer algo ele mesmo e trama com a sua irmã Carol uma forma de eliminar sua madrasta. Mas Hercule Poirot, que está hospedado no mesmo hotel, ouve a conversa dos dois pela janela aberta e fica à espreita...

## Adaptações
O livro foi adaptado, por diversas vezes, a meios diferentes, como o teatro, rádio, cinema, televisão e banda desenhada.

### Banda Desenhada
Em 4 de julho de 2013, a editora francesa Emmanuel Proust Éditions publicou uma adaptação do livro em banda desenhada, com argumento de Didier Quella-Guyot e ilustrações de Marek. Esta editora foi adquirida pela editora suíça Paquet em 2014. Como tal, a Paquet republicou a adaptação, com direito a uma nova capa, a 7 de agosto de 2019. Esta adaptação foi publicada em Portugal com o título Hercule Poirot: Encontro com a Morte em novembro de 2021, pela editora Arte de Autor.